# Stephanie McMahon
Stephanie Marie McMahon Levesque (Hartford, Connecticut; 24 de septiembre de 1976) es una empresaria estadounidense y personalidad de la lucha libre profesional. Era conocida como la directora de marca (CBO), CEO de la World Wrestling Entretaiment (WWE), hasta su renuncia el 10 de enero de 2023, ante el regreso de Vince McMahon.
Stephanie es una promotora de lucha libre de cuarta generación como miembro de la familia McMahon, ha trabajado para la WWE desde que era una niña (modelando camisetas y otros productos para varios catálogos de la WWE) hasta llegar a ser recepcionista, luego en varios frentes trabajos de oficina, hasta su puesto actual de CBO. Es bisnieta de Roderick "Jess" McMahon, nieta de Vincent J. McMahon, hija del presidente y director ejecutivo de la WWE Vincent K. McMahon y la directora ejecutiva jubilada de la WWE y ex administradora de la Administración de Pequeñas Empresas Linda McMahon, la hermana menor del copropietario/luchador de WWE Shane McMahon, y esposa del ejecutivo/luchador de la WWE Paul "Triple H" Levesque.
McMahon comenzó a aparecer regularmente en el aire para la WWE (entonces WWF como World Wrestling Federation) en 1999 como parte de una historia con The Undertaker. Después de una breve relación en pantalla con Test, se comprometió con Triple H, con quien se casó tanto en pantalla como más tarde en la vida real, lo que resultó en la historia de La Facción McMahon-Helmsley. Ha tenido el Campeonato Femenino de la WWF una vez. En 2001, fue la propietaria en pantalla de la Extreme Championship Wrestling durante The Invasion. Al año siguiente, fue Gerente General de SmackDown, pero dejó de aparecer regularmente en televisión después de una lucha de "Me Rindo" con su padre Vince McMahon.
Después de hacer solo apariciones esporádicas durante varios años, McMahon comenzó a aparecer regularmente en Raw en 2008 como gerente general de la marca Raw antes de desaparecer una vez más. A mediados de 2013, McMahon regresó a las apariciones regulares al aire en la WWE, esta vez bajo el truco de un propietario untuoso, crítico e intimidante junto con el director de operaciones en pantalla, su esposo, Triple H. De 2013 a 2016, actuaron como una pareja de poder conocida como La Autoridad, haciendo lo que a menudo eran decretos turbios mientras afirmaban estar preocupados por "lo que es mejor para los negocios", mientras se romantizaban mutuamente en el proceso con muestras públicas de afecto. La Autoridad luego se expandiría a un stable, con sus colíderes siendo Triple H y ella misma.

## Primeros años
Stephanie Marie McMahon nació el 24 de septiembre de 1976 en Hartford, Connecticut de Linda y Vince McMahon. Tiene un hermano, Shane McMahon. Poco después de su nacimiento, la familia se mudó a Greenwich, Connecticut. Allí, asistió a la selectiva Greenwich Country Day School, durante sus años de escuela primaria. A la edad de 13 años, McMahon apareció en catálogos de productos de la World Wrestling Federation (WWF), modelando camisetas y gorras. Después de graduarse de Greenwich High School en 1994, asistió a la Universidad de Boston y en 1998 obtuvo una licenciatura en Comunicaciones. Después de graduarse en 1998, comenzó a trabajar para la WWF a tiempo completo.

## Carrera

### World Wrestling Federation / Entertainment / WWE (1999-2023)

#### 1999-2001
A principios de 1999, Stephanie McMahon debutó como la dulce e inocente hija de Vince McMahon durante una storyline entre Vince y The Undertaker. Durante el storyline, The Undertaker acechó y secuestró a Stephanie y casi se casó con ella en mitad del ring.
Tras esto, Stephanie comenzó una relación con Test, el cual inició un feudo con su hermano mayor Shane, quien consideró a Test como insuficiente para su hermana. Después de que Test derrotase a Shane en SummerSlam en un Greenwich Street Fight, Stephanie y Test empezaron a formar equipo. Posteriormente, la pareja se comprometió, pero durante la ceremonia, Triple H mostró un vídeo en el que se veía como la había drogado y como se había casado con ella en Las Vegas, Nevada. Al principio la actitud de Stephanie hacia Triple H fue de desprecio pero más tarde confesó que la boda había sido real.

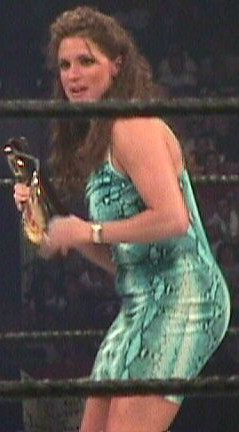
McMahon como Campeona Femenina en King of the Ring 2000.

A principios del año 2000, Triple H y Stephanie se convirtieron en los dueños de la WWE después de que Vince McMahon sufriese una lesión en Armageddon. Este periodo fue conocido como la "Era McMahon-Helmsley" y estuvo dominado por la McMahon-Helmsley Faction. El 28 de marzo, Stephanie se convirtió en la Campeona Femenina tras derrotar a Jacqueline con la ayuda de Tori y D-Generation X en el primer evento central de mujeres en SmackDown. En WrestleMania 2000, Stephanie se reconcilió con su padre después de que este ayudase a Triple H a defender su campeonato frente a The Rock. El 21 de agosto de 2000, Stephanie perdió el Campeonato Femenino frente a Lita en el primer evento central de mujeres en Raw gracias a la interferencia de The Rock quien estaba como árbitro especial.
En 2001 lideró a la facción de la ECW en su lucha junto a WCW ("The Alliance") frente a la WWF durante la Invasión, sin lograr el dominio sobre la compañía de su padre.

#### 2002-2012
El 25 de marzo del 2002 en el primer Draft que realizó WWE Stephanie tuvo una oportunidad por el Campeón Indiscutido en una triple threat contra Chris Jericho y Triple H durante lucha Stephanie estuvo a punto de ganar el campeonato cubriendo Chris y Triple H, pero perdió después de que Triple H aplicara un (Spinebuster) en ella reteniendo el campeonato, como resultado Stephanie fue despedida.
Stephanie no volvería a aparecer en un programa de la WWE hasta julio de 2002, cuando fue nombrada Gerente General de Smackdown, cargo en el que duró hasta octubre de 2003 cuando fue derrotada frente a su padre Vince en No Mercy en un combate "I Quit" Match. entre el 2005 y 2007 realizó apariciones esporádicas, hasta que en noviembre de 2008, cuando fue nombrada Gerente General de RAW, cargo en el que duró hasta abril de 2009. El 1 de noviembre de 2010 apareció en RAW en un segmento de su padre cuando este despertó del coma que fue provocado por un ataque de The Nexus, siendo esto una pesadilla de Stephanie.
Hizo su regreso en SummerSlam apareciendo en un segmento tras bastidores deseándole suerte a CM Punk en su lucha. Ofreciéndole estrechar su mano, Punk declinó diciendo: "yo lo haría, pero... sé dónde ha estado esa mano". La noche siguiente en RAW, McMahon apareció tras bastidores con CM Punk y lo amenazó: "... al final, la gente siempre obtiene lo que se merece".
El 23 de julio de 2012, McMahon hizo una aparición en el episodio número 1000 de RAW en donde enfrentó y luego abofeteó a Paul Heyman para convencerlo de que acepte una lucha entre Brock Lesnar y Triple H en SummerSlam.

#### 2013-2014
El 28 de febrero de 2013 en RAW hizo una aparición tras bastidores después de que Vince McMahon fuera atacado por Brock Lesnar. El 6 de abril Stephanie hizo una aparición introduciendo a Trish Stratus al WWE Hall of Fame. El 3 de junio hizo su regreso en RAW anunciando que ese día Triple H no estaba en condiciones de luchar. El 17 de junio en Raw McMahon confrontó a la nueva Campeona de Divas AJ Lee. El 8 de julio de RAW, McMahon despidió a Vickie Guerrero de su posición de Gerente Supervisora de RAW cuando el universo de la WWE votó en su contra durante la evaluación de trabajo de Guerrero.
En la edición del 19 de agosto de RAW, Stephanie se convirtió en heel cuando ella apoyó las acciones de su marido en SummerSlam la noche anterior, diciendo que Daniel Bryan no era apto ser la cara de la empresa. Más tarde esa noche Stephanie estaba parada al lado de Triple H y su padre como celebraban la coronación de Randy Orton, durante la cual Daniel Bryan fue atacado por The Shield y posteriormente por Orton. En noviembre de 2013, McMahon firmó un contrato de talentos de tres años con la WWE, confirmándola como regular en su programación. Ella y Triple H continuaron gobernando la compañía como una pareja apodada The Authority. Jurando que sus acciones eran "lo mejor para los negocios", la pareja menospreciaría y castigaría a cualquier talento que iba en contra de su ideología y formaron un particular feudo contra Daniel Bryan. McMahon estaba en el ringside cuando Triple H perdió ante Bryan en WrestleMania XXX.

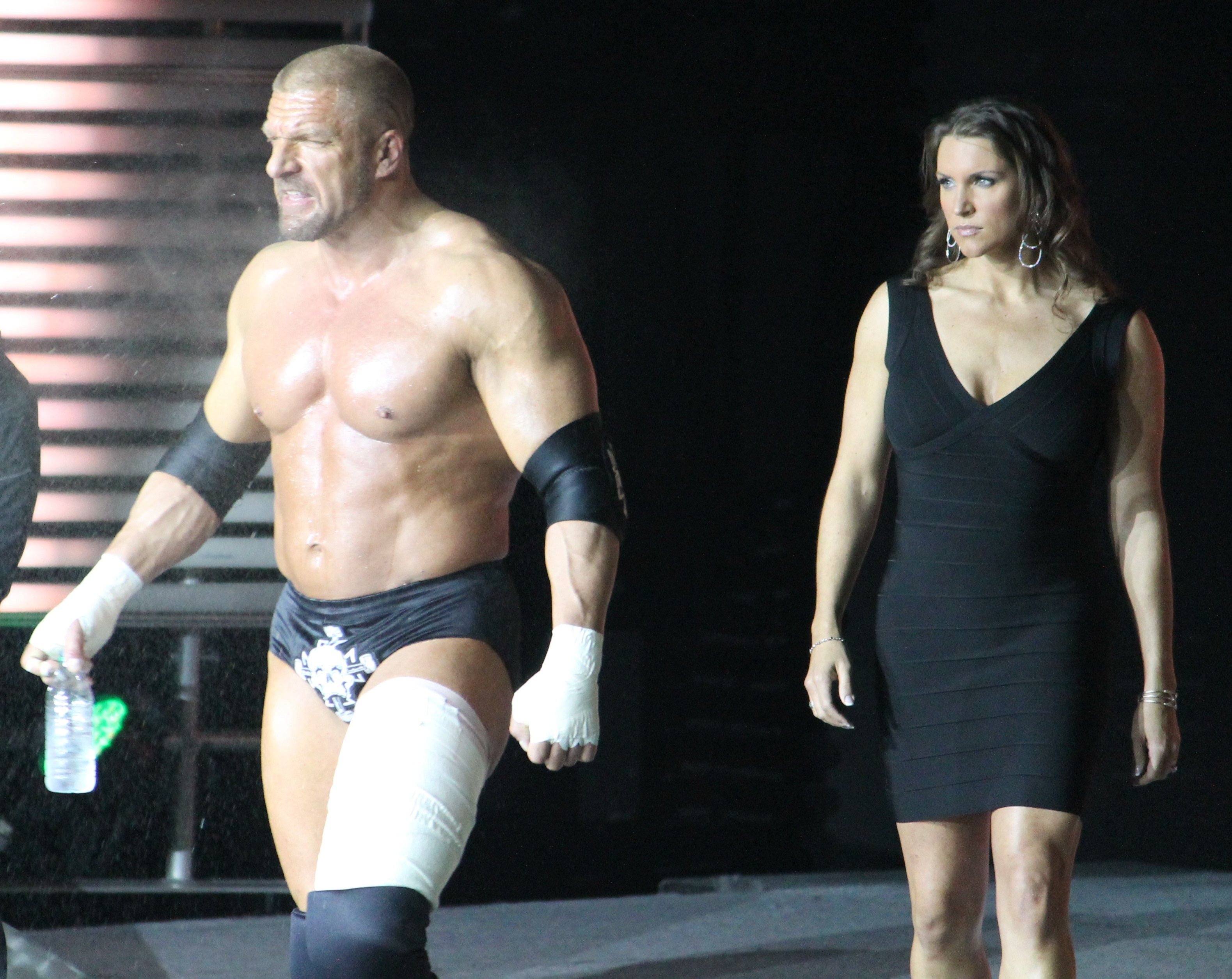
Triple H y Stephanie McMahon en el Raw posterior a WrestleMania el 7 de abril de 2014.

En junio de 2014, como parte de la storyline en curso con Bryan, McMahon amenazó con despedir a su esposa Brie Bella si Bryan no renunciaba al Campeonato Mundial Peso Pesado de la WWE, lo que obligó a Brie a renunciar antes de abofetear a McMahon en la cara. En el episodio del 16 de junio de RAW, Roman Reigns le puso algo en el café que Vickie Guerrero le dio a McMahon que causó que Stephanie vomitara sobre Vickie y tuviera que irse con Triple H al hospital. Vickie le dio una oportunidad a Reigns en una Battle Royal, que él ganaría. En el episodio del 23 de junio de RAW, Vickie perdió en una lucha en el lodo contra McMahon con su trabajo en juego, después de interferencias de Alicia Fox, Layla y Rosa Mendes. Vickie finalmente perdió la lucha y fue despedida, sin embargo tuvo su venganza sobre McMahon tirándole en la piscina de lodo. Después de que Brie renunció, McMahon puso a hermana de Brie Nikki en varios luchas en desventaja como castigo.
Brie volvió a la televisión en el episodio del 21 de julio de RAW, apareciendo en la multitud, llevando a una confrontación entre las dos. McMahon fue arrestada porque abofeteó a Brie, quien ya no era una empleada de la WWE (kayfabe). La semana siguiente, McMahon le concedió a Brie de nuevo su trabajo y una lucha en SummerSlam contra ella para conseguir que Brie retirara su demanda. En el episodio del 4 de agosto de RAW, después de la firma de su contrato, Stephanie le aplicó un «Pedigree» a ambas gemelas. En SummerSlam, Nikki traicionó a Brie, permitiéndole a Stephanie aplicarle un «Pedigree» a Brie y así ganar Stephanie su primera lucha en pago por visión en más de 10 años.

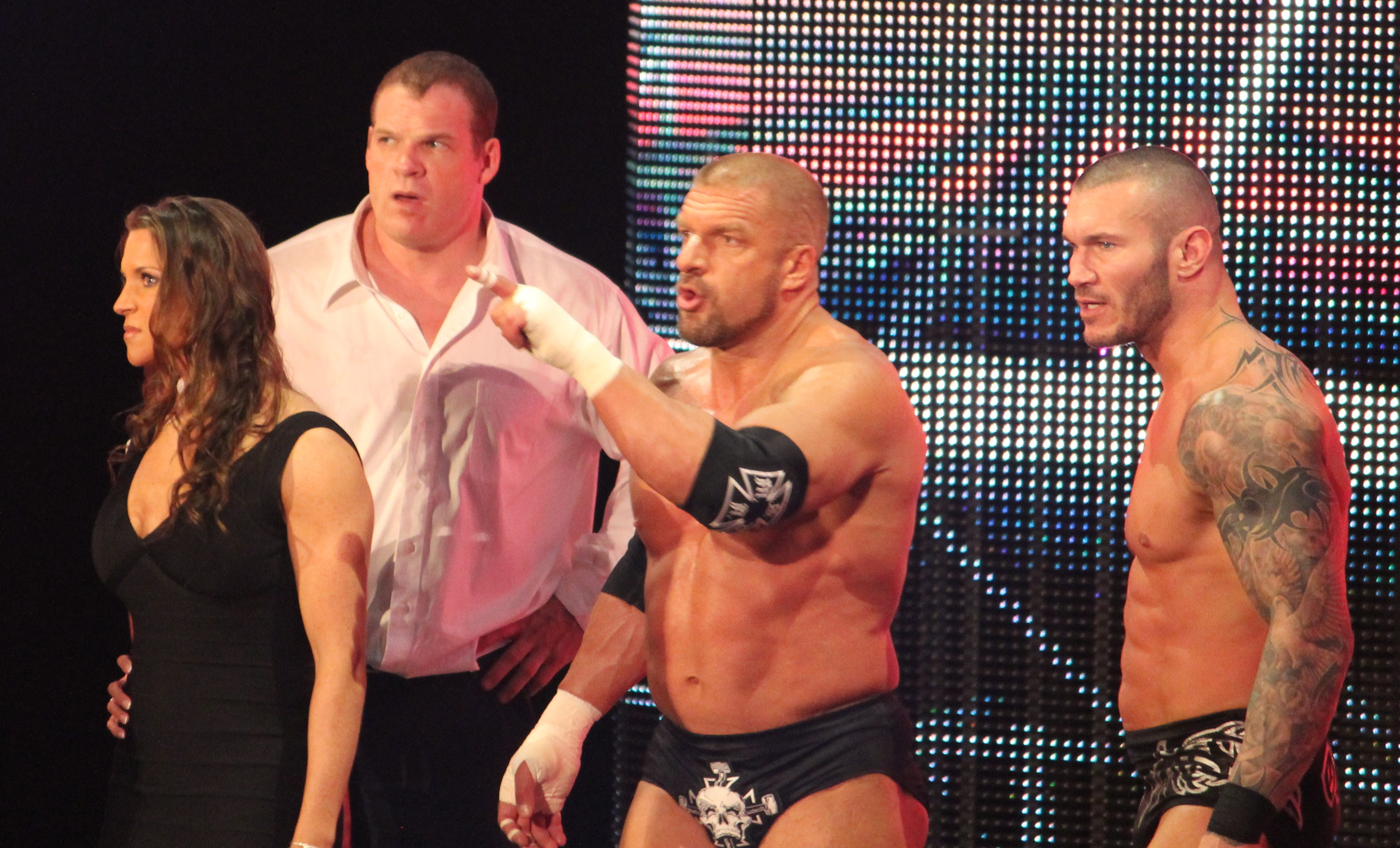
Stephanie McMahon, Triple H, Kane y Randy Orton formaron The Authority.

El 27 de octubre episodio de RAW, después de que John Cena, el contendiente # 1 por el Campeonato Mundial Peso Pesado de la WWE, rechazara una oferta para unirse The Authority, Triple H pacto un combate clásico a eliminación en Survivor Series, con un equipo que representaría a la Autoridad frente un equipo capitaneado por Cena. En el episodio del 3 de noviembre de RAW, Vince McMahon anunció que si la Autoridad perdía en Survivor Series, sería expulsado del poder. En Survivor Series (2014) el Team Authority (Seth Rollins, Luke Harper, Mark Henry, Rusev y Kane) perdió ante el Team Cena, por lo que The Authority perdió el control de la WWE. Stephanie y Triple H aparecieron en el episodio de RAW después de Survivor Series afirmando que sin ellos la empresa se iría abajo. Luego fueron escoltados fuera de la arena tras el regreso de Daniel Bryan (quien se convirtió Gerente Interino de RAW ese día) y sólo para ser insultados por Mr. McMahon por dejarlo avergonzado a él y a la familia McMahon antes de salir del estadio. En la edición del 29 de diciembre de Raw, The Authority fue traído de vuelta al poder por John Cena, y ella y su marido entraron en Raw y dio un paso en la rampa de entrada celebrando su regreso con una copa de champán y un beso.

#### 2015
El 23 de marzo intento abofetear a Sting en un show de RAW después de interrumpir un promo de este en contra de Triple H, pero este la detuvo agarrándola de la muñeca. En WrestleMania 31, Stephanie y Triple H tuvieron una confrontación con The Rock y Ronda Rousey. El lunes 13 de julio participa el segmento Divas de RAW, donde presentó la denominada "Divas Revolution", proyecto que consistía a las mejores luchadoras de NXT y ascenderlas a la división de Divas las cuales eran Becky Lynch, Charlotte y Sasha Banks, quienes debutan y se unen a Paige, Naomi y Tamina para enfrentar al Team Bella (Nikki Bella, Brie Bella y Alicia Fox). El 31 de agosto en RAW, ella concedió la demanda de revancha de John Cena por el Campeonato de los Estados Unidos frente a Seth Rollins. En diciembre comenzaron un feudo contra Roman Reigns, quien estaría en un feudo con Sheamus en torno al Campeonato Mundial Pesado de la WWE. En WWE TLC junto con Triple H interfirieron en el ataque de Reigns contra Sheamus. Al día siguiente en RAW abofeteó a Reings por lo que le hizo a Triple H, por lo que se pactó un combate contra Sheamus por el título, y si perdía, sería despedido por Vince McMahon. En la lucha, Reigns venció a Sheamus a pesar de la intervención de Vince McMahon. En el siguiente Raw, Stephanie entró con oficiales de policía del estado de Nueva York intentando que arrestaran a Roman por haber empujado a su padre, pero después de una discusión y de que Vince agarrara a un oficial, fue arrestado kayfabe, salió de la cárcel esa misma noche y; regresó para pactar una lucha entre Roman Reigns y Sheamus en una lucha titular donde Vince sería el árbitro oficial de dicha pelea. Esto consolidó el feudo entre Vince y Stephanie contra Roman Reigns.

#### 2016
El 4 de enero en RAW, interfirió en la lucha de Roman Reigns y Sheamus, pero Reigns se enfrentó tanto a Stephanie como a Vince y a Scott Armstrong, venciendo a Sheamus para retener su título. El 24 de enero de 2016, en Royal Rumble salió a celebrar el triunfo de Triple H tras ganar el Campeonato Mundial de la WWE y el Royal Rumble Match. El 22 de febrero de RAW, Stephanie recibió el primer premio "Vincent J. McMahon Legacy of Excellence" de la mano de su padre Vince McMahon pero fue interrumpida sorpresivamente por su hermano mayor Shane McMahon, quien hacía su regreso a WWE. Y en esa misma noche, Shane fue totalmente indiferente a la celebración de su hermana y su padre. No tuvo intervención alguna al feudo de su hermano con su padre y The Undertaker y prosiguió con la rivalidad de Triple H contra Roman Reigns. El 28 de marzo en RAW, presenció el ataque de Reigns contra Triple H en el estacionamiento. En WrestleMania 32, fue parte del show de ingreso de Triple H al ring. En dicha pelea, Stephanie interfirió en la lucha entre Triple H y Reigns pero accidentalmente recibió un Spear de Reigns. El 25 de abril en RAW, regresó para encarar a su hermano Shane quien era Gerente de RAW y Smackdown de manera temporal, anunciando que en Payback, Vince McMahon determinaría quién sería el nuevo Gerente General de RAW. En Payback, Vince McMahon determinó que ambos tanto Shane como Stephanie serían Co-Gerentes Generales de RAW y SmackDown. El Lunes 20 de junio en RAW, Vince anunció que Stephanie sería la Comisionada de RAW mientras que su hermano Shane sería el Comisionado de SmackDown Live. Tras esto el 25 de mayo Stephanie anunció junto a su hermano Shane McMahon que se realizaría un nuevo Draft el día Martes 19 de julio, debido al nuevo horario establecido para SmackDown Live que sería transmitido en vivo todos los martes desde ese día. El 18 de julio en RAW, Stephanie reveló que el nuevo GM de RAW sería Mick Foley, mientras que Shane reveló que el nuevo GM de SmackDown Live sería Daniel Bryan. El 25 de julio en RAW, presentó el Campeonato Universal de la WWE.

#### 2017
El 13 de marzo, ordenó a Foley a despedir a un miembro del personal de RAW, Foley optó por despedir a ella, cosa que Stephanie no lo tomó bien y Triple H salió solo para atacar a Foley. El 20 de marzo en RAW, despidió a Foley de su cargo por rebelarse contra ella. A esto, se volvió a involucrar en otra rivalidad de Triple H, esta vez con Seth Rollins. En WrestleMania 33, interfirió a favor de su esposo en su lucha contra Rollins pero accidentalmente cayó sobre una mesa que era para Rollins. Tras la derrota de Triple H, no apareció por mucho tiempo. El 12 de septiembre en SmackDown, reapareció cambiando a face al salir a auxiliar a su padre Vince después de que Kevin Owens lo atacara brutalmente.

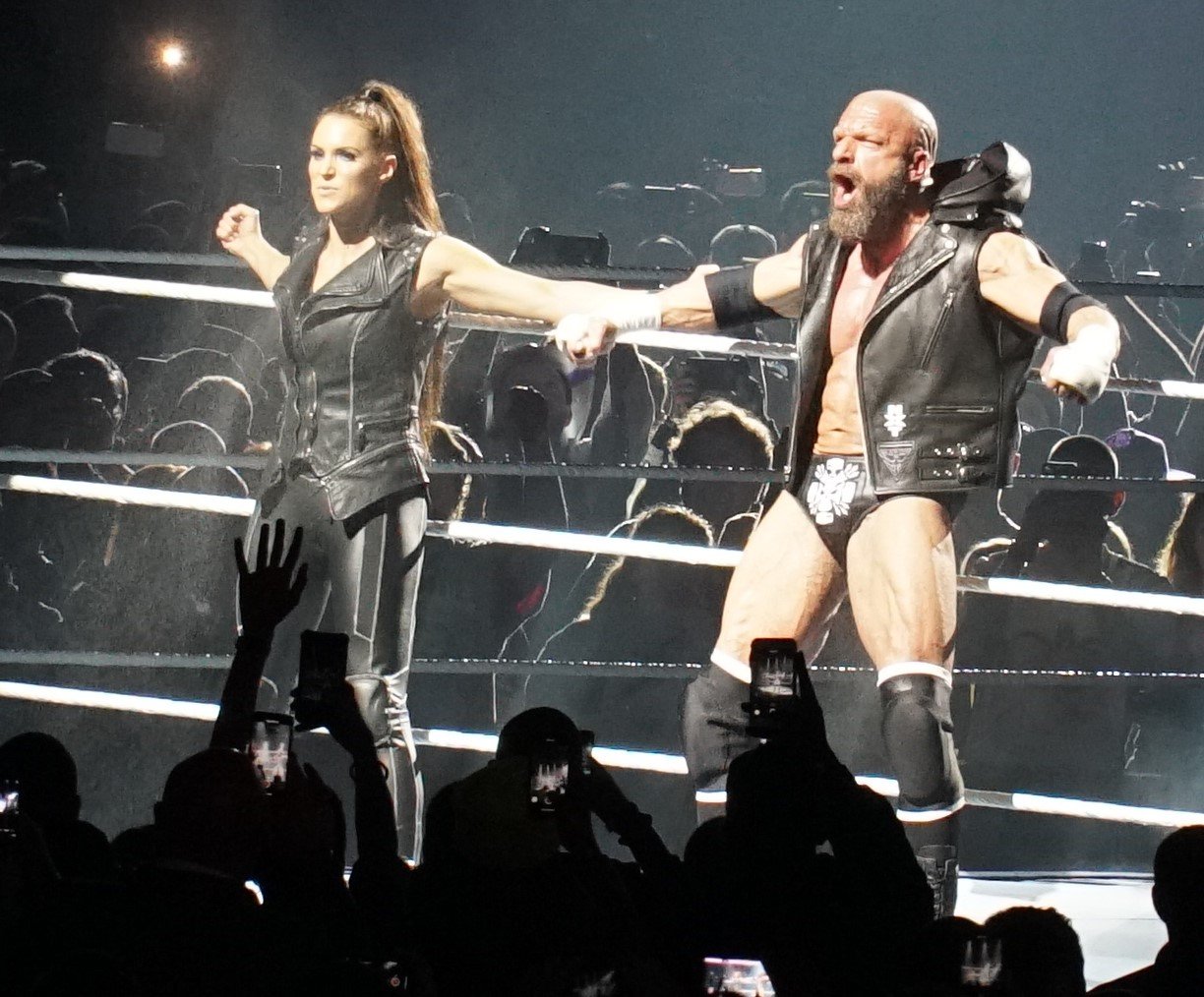
McMahon haciendo su entrada con Triple H en WrestleMania 34

El 30 de octubre en RAW, volvió para advertir a Kurt Angle sobre el ataque que SmackDown le había hecho al roster de RAW, donde terminó nombrándolo como capitán del Team RAW donde le condicionó que si no ganaba la lucha contra el Team SmackDown, Angle sería despedido como GM de RAW. El 13 de noviembre en RAW, presentó a Triple H, quien se anunció como el último integrante del Team RAW. En Survivor Series, acompañó al Team RAW. El 20 de noviembre en RAW, trató de interferir entre el careo entre Triple H y Kurt Angle.
El 18 de diciembre en RAW, apareció para detener la lucha entre todas las luchadoras de RAW. Tras esto, anunció oficialmente el primer Royal Rumble Match de mujeres para Royal Rumble 2018.

#### 2018-2019
Tras la firma de Ronda Rousey, McMahon se embarcó en una disputa con ella, lo que llevó a una lucha de equipos mixtos en WrestleMania 34 contra Rousey y Kurt Angle con su esposo, Triple H como su compañero. Está fue la primera lucha de McMahon desde SummerSlam 2014 y su primera lucha en un WrestleMania. En el evento, su equipo fue derrotado cuando ella Ronda Rousey la obligó a rendirse.
En el episodio de Raw del 23 de julio, McMahon volvió a anunciar una lucha entre Kevin Owens y Braun Strowman en SummerSlam 2018. La lucha se creó con la estipulación de que si Strowman perdía la lucha de alguna manera, pierde su contrato de Money in the Bank con Owens. En ese mismo episodio, McMahon también anunció el próximo pay-per-view llamado Evolution exclusivamente para mujeres. En la edición de Raw del 24 de septiembre, Stephanie regresó como Face por primera vez desde 2013 cuando le contó a Baron Corbin sobre la falta de liderazgo que había estado haciendo y, si no mejoraba, Kurt Angle volvería de sus vacaciones. Ella también regresó en el episodio 1000 de SmackDown en el segmento Truth TV.
En el episodio del 12 de noviembre de Raw, Stephanie regresó a la reunión del Team Raw rumbo a Survivor Series y se enfrenta a Braun Strowman para hacer una propuesta comercial de que si el Team Raw gana, ella le promete que tendrá una lucha con Baron Corbin y una revancha por el Campeonato Universal contra Brock Lesnar.

## Vida personal

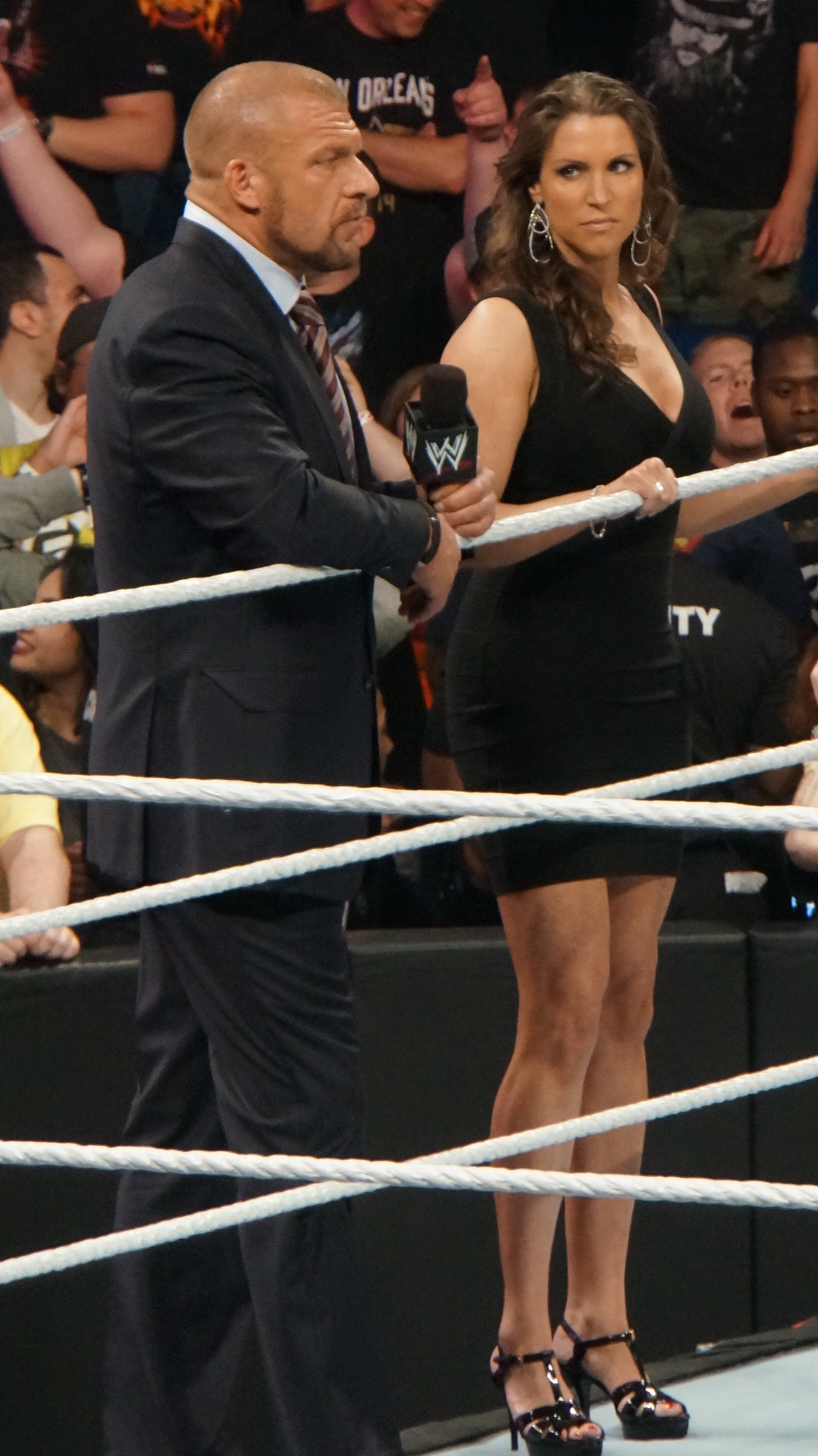
Stephanie con su esposo Paul "Triple H" Levesque.

Ha sido acusada de haber iniciado el despido de Joanie "Chyna" Laurer, quien abandonó la WWF en 2001, esto después de que Laurer, quien estuvo involucrada románticamente con Paul "Triple H" Levesque hace varios años, reclamó que su salida no fue por cuestión de pagos, sino porque McMahon la quería fuera de la empresa. Laurer afirmó que durante su relación con Triple H, McMahon tuvo un romance con él y lo alejaron de ella. Triple H y McMahon comenzaron a salir en 2000 durante su romance con guion, y que se comprometieron el Día de San Valentín en 2003.
Ella y Triple H tienen tres hijas. El 8 de enero de 2006, la WWE anunció que McMahon y Levesque estaban esperando su primer hijo, para el 27 de julio de 2006. McMahon continuó trabajando y viajando con la WWE, a lo largo de su embarazo, dando a luz el 24 de julio de 2006 a una niña de 3,8 kg, a quien llamaron Aurora Rose Levesque. La pareja tuvo su segundo hijo, otra hija a quien llamaron Murphy Claire Levesque, el 28 de julio de 2008. El 24 de agosto de 2010, Stephanie dio luz a su tercera hija, Vaughn Evelyn Levesque, en 2016 tras la muerte de Chyna se le culpó por los problemas que tuvo esta misma tras salir de la WWE, Stephanie mando sus condolencias tras enterarse del terrible suceso y días después se levantó el veto que tenía sometida a Laurer (Chyna) desde 2001, al ser agregada a la sección de Alumni y reconocerla por todo su progreso como mujer en el entretenimiento deportivo, Stephanie también ha tenido problemas con Paul Heyman, AJ Lee, CM Punk, Chris Jericho, su hermano Shane McMahon y otros talentos que pasaron por la WWE, aunque esos fueron mantenidos en secreto.

## Otros medios
Stephanie ha aparecido en varios videojuegos de WWE y WWF como: Wrestlemania 2000, WWF SmackDown!, WWF No Mercy, WWF SmackDown! 2: Know Your Role, WWF SmackDown! Just Bring It, WWE RAW Anchor Inc., WWE Wrestlemania X-8, WWE SmackDown! Shut Your Mouth, WWE Crush Hour, WWE Wrestlemania XIX, WWE SmackDown! Here Comes The Pain, WWE SmackDown! vs Raw 2007 (solo en el modo temporada, no es un personaje jugable) WWE '13, WWE 2K14, WWE 2K16, WWE SuperCard, WWE Immortals, WWE 2K17, WWE Champions, WWE 2K18, WWE 2K19 y WWE 2K20.

## Campeonatos y logros
- WWE
  - WWF Women's Championship (1 vez)[36]
  - Slammy Awards (2 veces)
    - Insult of the Year (2013) – for insulting Big Show
    - Rivalry of the Year (2014) – The Authority vs. Daniel Bryan

  - Segunda y última mujer en optar al WWF Championship.

- Pro Wrestling Illustrated
  - Feudo del año (2002) vs. Eric Bischoff
  - Feudo del año (2013) con The Authority vs. Daniel Bryan
  - Luchador más odiado del año (2013) con The Authority
  - Luchador más odiado del año (2014) con Triple H
  - Mujer del año (2000)

- Wrestling Observer Newsletter
  - WON Peor no luchador — 2001
  - WON Peor no luchador — 2002
  - WON Peor no luchador — 2003